# 猛抨日本
猛抨日本（英語：Japan bashing），是指西方國家在經濟和政治方面對日本進行不公平、甚至是無理的攻擊，這種現象在1980年代日本經濟繁榮時在美國常見。

## 概述
在1970年代和1980年代間，日本經濟急速發展，去到1980年時已成為全球第二大經濟體。相反當時美國正處於經濟衰退期及通貨膨脹，保護主義日益增強，而日本的資金、消費電子產品及汽車卻迅速進入美國市場，導致美國重工業及汽車業加速衰落。
在經濟不景氣的時勢下，加上媒體的推波助瀾，引發了美國國內大規模的反日情緒，並在當時的民意調查以及媒體描繪中得到支持。1985年，《紐約時報》刊登了一篇由普立茲獎得主著名記者白修德所寫的文章，名叫「來自日本的危險（The Danger from Japan）」，文章中宣稱美國在二戰結束後對日本「過於寬容」。如果日本繼續威脅美國在經濟上的優勢，那麼是時候「教給他們我們在珍珠港事件後所做的同樣的教訓」。華盛頓郵報記者霍巴特·羅文（Hobart Rowen）指文章是猛抨日本潮流中的最低點（Low Point），同時指出美國與加拿大同樣有與日本類似的巨額貿易赤字，但卻沒有相似的負面反響，指責這種行為是基於種族主義，因為加拿大是「白人」而日本是「黃種人」。
而媒體的其他指控包括但不限於︰「日本用美國人的錢來買起美國」、「日本人正在將美國日本化」及「日本的經濟成功是建構於竊取美國的技術上」等等。當時美國政客也有意圖地煽動反日情緒，兩大黨派民主黨及共和黨皆曾互相指責對方是「親日」和「反美」。，有些人甚至指責日本犯下「經濟上的珍珠港罪行」。美國時任總統隆納·雷根曾說︰「當政府允許假冒或複制美國產品時，它就是在竊取我們的未來，它不再是自由貿易」。
由於美國對日本的巨額逆差持續，加上國內反日輿論、各重工業及汽車公司的遊說下，美國開始與日本打貿易戰。日方曾多次表現出合作姿態，承諾出口自律、擴大美國農產品進口、降低關稅等，但情況未見好轉。去到1987年，美國甚至向日本製造的個人電腦和彩色電視徵收了驚人的100%關稅，同年東芝事件更進一步惡化了雙方的關係。作為回應，美國國會議員敦促抵制東芝，甚至有美國政客在美國國會大廈前用大錘公開砸破東芝的產品。在1990年代前後，美國民意普遍認為，除非日本被「遏制」，否則他們與日本的伙伴關係將「無法維持」。
總部位於華盛頓的日本經濟研究所所長羅伯特·C·安吉爾（Robert C. Angel）指責持續的批評是源於反亞種族主義和仇外心理，讓人想起黃禍。強烈的反日情緒令到美國國內的亞裔人口受到歧視及針對，一名華裔美國人陳果仁被兩名汽車業失業工人當成日本人，被毆打致死。在當時的美國流行文化，日本及日本人也經常得到負面的描繪，熱門電影機器戰警及終極警探都是以日本正在「買下」美國為背景。美國暢銷書作家麥可·克萊頓在1992年的著作《旭日東升》帶有明顯的反日語調甚至是種族主義色彩。

### 日本方面的反應
猛抨日本的言論被日本媒體翻譯和報導，許多日本人對這種現象感到震驚，並指出這些通常都是不準確的。特別的是，日本人並不特別喜歡含糊的指責，而且這些指控通常是毫無根據的，特別是指責他們的經濟成功是基於「偷來的美國技術」這點。

## 「猛抨中國」
隨著日本經濟在1980年代後期泡沫爆破並陷入衰退，導致隨後「失落的十年」，日本不再被視為經濟威脅，該術語在美國的流行度也隨即下降。而自從2010年代中國經濟超過日本以來，成為全球第二大經濟體後，並且預計將在2020年代中後期左右超過美國。而自2014年起，中國已在GDP（購買力平價）上超越美國，成為世界上最大的經濟體。有評論指美國已經把抨擊焦點轉向中國。